# Santa Eulàlia de Noves
Santa Eulàlia de Noves és una església de Garriguella (Alt Empordà) inclosa a l'Inventari del Patrimoni Arquitectònic de Catalunya.

## Descripció
És situada dins del nucli urbà de la població de Garriguella, molt propera a l'accés principal al poble, des de la carretera C-252.
L'església és formada per dues zones ben diferenciades: el temple romànic original i la part moderna de l'edifici. L'edifici original està situat a la banda oriental del temple actual. Es conserva una part de la planta basilical de tres naus originària del temple i la resta ha desaparegut. La nau central és més alta i ampla que les dues laterals i la coberta és de volta de canó ultrapassada, sostinguda per tres trams d'arcs torals de mig punt, recolzats damunt pilastres adossades. Les naus estan comunicades per tres arcs formers de mig punt, bastits amb carreus ben escairats als pilars i dovelles estretes, amb les impostes bisellades. El parament interior del temple, així com la decoració motllurada d'algunes de les impostes originals, fou arrebossat i pintat de blanc amb la posterior reforma d'època moderna. A la nau lateral nord es conserva una petita finestra d'arc de mig punt. El parament exterior està compost per pedres de diverses mides sense treballar, disposades en curtes filades regulars. La façana occidental es troba adossada a la capçalera de la nova església, que es construí a continuació de la primitiva construcció, la qual actualment té la funció de magatzem. Els dos temples estan comunicats per una gran capella, dedicada al Sagrat Cor, situada a l'extrem sud-oest de l'edifici actual.
El temple modern és un edifici de grans dimensions que consta d'una nau central coberta amb volta de canó i llunetes, amb les capelles laterals comunicades i cobertes per voltes d'aresta, a manera de petits cossos oberts als laterals de la nau central. Es comuniquen amb aquesta a través d'arcs de mig punt, separats per una doble pilastra amb capitells decorats. A la part superior dels arcs hi ha una filada d'obertures cegues amb balustrada, a manera de galeria. El transsepte està coronat per una gran cúpula octogonal, sostinguda per petxines, aixecada sobre un tambor amb finestres, que serveixen per il·luminar l'espai L'absis del temple és semicircular i presenta un gran retaule d'obra, amb la coberta apetxinada. El temple també compta amb una tribuna pel cor als peus de l'edifici i, a l'extrem septentrional de la façana, un campanar de planta octogonal amb quatre obertures d'arc de mig punt. De la façana destaca la portalada, precedida per una senzilla escalinata de pedra. Està composta per un arc rebaixat bastit amb dovelles ben escairades i decorades amb una motllura. S'observen les restes d'una obertura anterior tapiada, d'arc de mig punt. A la part superior s'obre un òcul, bastit amb el mateix tipus de pedra. A l'interior, els murs estan enguixats i, damunt d'ells, destaquen elements decoratius fets amb estuc de color gris. El temple es troba profusament decorat. La cúpula presenta imatges dels quatre Evangelistes i el retaule central està dedicat a Santa Eulàlia. Les capelles laterals tenen altres imatges escultòriques. Destaquen dos púlpits decorats, als laterals de la nau central.
El parament exterior és de pedra vista, de diverses mides i sense treballar, contrastada amb les cantonades de l'edifici.

## Història
L'església actual de Santa Eulàlia de Noves és un edifici realitzat els segles XVIII-XIX sota la direcció del mestre d'obres Pere Santariol. L'església es bastí exactament entre els anys 1722 i 1785. Posteriorment vers el 1883 es va construir el campanar.
A la banda oriental de l'església de Santa Eulàlia de Noves es conserven els restes del l'antic temple. Encara que la part antiga es data popularment a principis de l'Alta Edat Mitjana, sense treballs arqueològics és difícil datar exactament quan es va bastir. Segons J. Badia, l'articulació del mur exterior fa suposar que el temple es construí en un moment anterior a l'adopció que es donà a Catalunya al segle xi de les formes anomenades llombardes, datant-lo per tant dels segles X-XI. Tot i això, per tipologia i paral·lels, l'antic temple cal datar-lo dins les primeres dècades del segle xi.
Entre els anys 1986-88 es va dur una sèrie d'obres d'arranjament de l'edifici: restauració de la teulada de l'església i de la coberta del campanar; repàs de les esquerdes de la volta i la cúpula; arranjament dels graons d'accés al campanar en estat deficient; i la restauració dels murs confrontats amb l'església.
Documentalment, segons el precepte del rei Lotari de l'any 982, el monestir de Sant Pere de Rodes tenia possessions a la "villa Novas". En una escriptura datada al darrer quart del segle xi, on es recullen possessions de diferents cavallers, parla d'en Ramon Guillem i d'en Dalmau Berenguer com a propietaris de l'església de Sant Nazari, a més de posseir masos, terres i vinyes situats a "villa Novas". Encara que no queden restes, aquesta església és situada popularment prop de la font de Sant Nazari, al sud-oest del nucli de Noves.
No és fins als segles xiii i xiv quan es comencen a registrar diferents documents que parlen del delmes a la parròquia de Santa Eulàlia de Noves, com el Rationes decimarun del 1279 i 1280.